# Казанский, Александр Павлович
Алекса́ндр Па́влович Каза́нский (1859, Москва, Российская империя — после 1918, там же) — философ, логик, профессор, директор Одесских высших женских курсов.

## Биография
Александр Павлович Казанский родился в 1859 году в Москве. В 1877 году окончил с золотой медалью гимназические классы Лазаревского института восточных языков в Москве, а в 1881 году — историко-филологический факультет Московского университета со степенью кандидата. В 1888 году оставлен при Московском университете для подготовки к профессорскому званию по кафедре философии. В 1885 году сдал экзамен на степень магистра философии. В ноябре 1886 года занял должность приват-доцента Новороссийского университета.
В 1892 году защитил магистерскую диссертацию «Учение Аристотеля о значении опыта при познании». С 1908 года исполнял обязанности экстраординарного профессора, затем занимал должность ординарного профессора кафедры философии, с 1912 года — заслуженного профессора. В университете читал курсы древнегреческой и средневековой философии, философии Нового времени, логики и психологии. Проводил практические занятия по изучению в оригинале произведений Платона и Аристотеля.
С 1906 года был деканом историко-филологического факультета Одесских высших женских курсов (ОВЖК). В 1911—1913 годах возглавлял ОВЖК.
В 1914 году выбыл из состава Новороссийского университета в связи с переездом в Москву, где работал приват-доцентом кафедры философии в Московском университете. В 1918 году вышел в отставку.
Умер А. П. Казанский в Москве.

## Семья
Сын: Борис Александрович Казанский (25 апреля 1891, Одесса — 5 апреля 1973, Москва) — химик; академик АН СССР, директор Института органической химии; профессор, заведующий кафедрой Московского государственного университета им. М. В. Ломоносова; Герой Социалистического Труда.